# Homicide en droit français
En droit français, l'homicide peut avoir plusieurs qualifications juridiques différentes, selon l'intentionnalité et les circonstances de l'infraction. En terme général, l'homicide désigne l'action de tuer un être humain, qu’elle soit volontaire ou non.

## Homicide volontaire
Dans le cas de l'homicide volontaire, on distingue le meurtre, sans préméditation, de l'assassinat, lorsque l'homicide est prémédité. Tous deux sont des crimes, passibles de la cour d'assises.

### Meurtre
En France, le meurtre est défini à l'article 221-1 du code pénal. Il s'agit du « fait de donner volontairement la mort à autrui » et est puni de trente ans de réclusion criminelle. Il est puni de la réclusion à perpétuité lorsqu'il est commis dans une des circonstances aggravantes prévues à l'article 221-4 du code pénal.
Le meurtre suppose la réalisation à la fois d'un élément moral et d'un élément matériel.
L'élément matériel du meurtre consiste en la mort de la victime, par l'acte d'un tiers. Elle peut résulter à la fois d'une seule action, ou d'une pluralité d'entre elles, sur un temps plus ou moins long et éventuellement en plusieurs lieux différents,. Il n'est par ailleurs pas exigé que la victime soit identifiée, dès lors qu'il est certain qu'il s'agissait d'une personne humaine.
L'élément moral se caractérise par un dol général et un dol spécial. Le dol spécial, dans le cas particulier du meurtre, est caractérisé par la volonté de l'auteur de donner la mort à la victime, aussi appelée intention homicide (animus necandi). Cet élément permet de distinguer le meurtre de l'homicide involontaire et des violences ayant entraîné la mort sans intention de la donner.

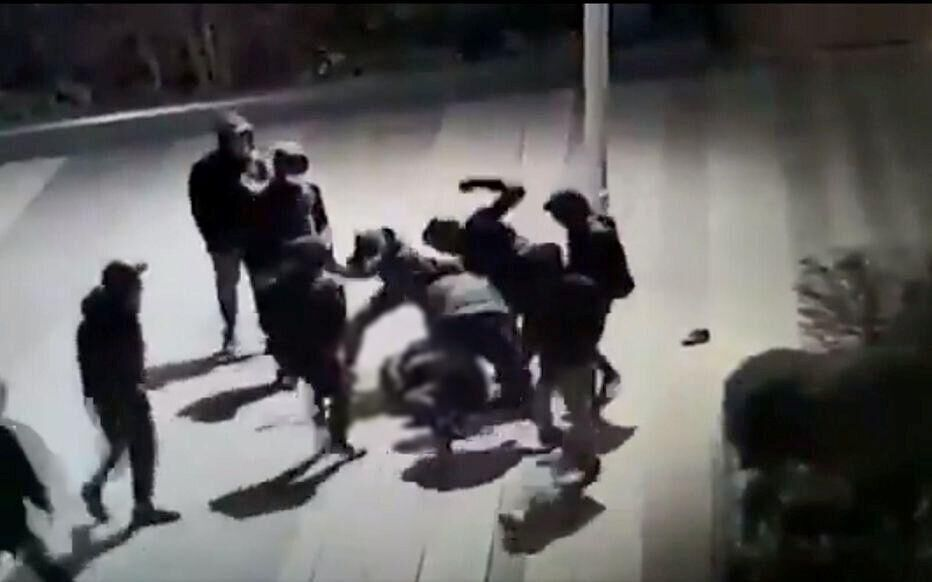
L'agression de Yuriy est reconnue comme une tentative de meurtre, malgré les dénégations des accusés, en raison de l'utilisation répétée de marteau et barre de fer sur les zones vitales de la victime.

Eu égard à l'impossibilité pour une juridiction de connaître avec certitude l'intention d'un accusé au moment des faits, en dehors des hypothèses d'aveu, la jurisprudence considère que l'intention homicide doit en pratique être démontrée par la juridiction en se fondant sur les éléments de fait. La cour d'assises peut notamment la présumer du fait que l'auteur a utilisé dans les violences commises envers la victimes une arme dangereuse, telle qu'un couteau, et frappé la victime sur une partie du corps « particulièrement exposée » ou « sensible », ou encore sur l'ensemble du corps. De la même façon, constitue une présomption grave d'intention homicide le fait de tirer à l'aide d'une arme à feu sur une personne en train de fuir - bien que la Cour de Cassation note que le fait de tirer avec une arme à feu en direction d'une personne ou d'une habitation « n'implique pas nécessairement chez son auteur une intention de tuer ».
Par ailleurs, la condamnation pour meurtre est encourue dès lors que l'auteur avait l'intention de donner la mort, et ce, quand bien même les victimes finalement atteintes n'auraient pas été celles visées, (abberatio ictus), ou quand bien même l'auteur ne visait pas une personne en particulier, par exemple en lançant un camion à vive allure avec l'accélérateur bloqué en direction d'un groupe de personnes,.
Le fait que la victime ait consenti à être tuée est sans incidence sur la qualification de meurtre, et la personne devra être condamnée. Il s'agit par exemple de l'hypothèse d'un duel à mort, ou encore de celle d'une victime qui demande à un tiers de la tuer pour se suicider.
Lorsque l'intention homicide est présente, mais que l'auteur ne parvient pas à tuer la victime malgré des actes matériels en ce sens, en raison de circonstances extérieures à sa volonté, il pourra être condamné pour tentative de meurtre. Il en va de même pour l'auteur qui tente de donner la mort à une victime dont il ignore qu'elle est déjà décédée.
Si les éléments moraux et matériels sont réunis, l'auteur pourra néanmoins éviter la condamnation en prouvant avoir agi en état de légitime défense, conformément à l'article 122-5 du Code pénal.

### Meurtre aggravé

#### Assassinat
En droit français, l'assassinat est défini par l'article 221-3 du code pénal comme un meurtre prévu et préparé par son auteur. Il suppose donc la préméditation, c'est-à-dire la prise de décision de tuer autrui et la réflexion sur la mise en œuvre de cette décision. Depuis la loi du 17 mai 2011, l'assassinat désigne également le meurtre commis avec guet-apens, qui constitue une forme particulière de préméditation. Contrairement au meurtre simple, qui est puni de 30 ans de réclusion criminelle, l'assassinat est un meurtre aggravé puni de la réclusion criminelle à perpétuité.

#### Autres circonstances aggravantes
L'article 221-4 du code pénal prévoit onze autres circonstances aggravantes permettant d'encourir la perpétuité. La qualité de la victime peut alors jouer un rôle : mineur de moins de quinze ans, ascendants, descendants ou conjoint de l'accusé, personne vulnérable, personne dépositaire de l'autorité publique ou encore enseignants. Un meurtre commis sous l'emprise d'alcool ou autres drogues est également passible de la perpétuité.
La commission d'un meurtre en bande organisée constitue également un motif aggravant. C'est aussi le cas pour un meurtre qui s'accompagne d'un autre crime, typiquement un viol mais aussi des actes de tortures ou de barbarie, selon l'article 221-2.
L'article 132-76 du code pénal prévoit également comme circonstance aggravante le meurtre commis « à raison de l'appartenance ou de la non-appartenance, vraie ou supposée, de la victime à une ethnie, une nation, une race ou une religion déterminée ». Il n'importe donc pas que l'auteur du meurtre se soit trompé sur la qualité de la victime.

### Mandat criminel
Le mandat criminel est, selon l'article 221-5-1 du Code pénal, le simple fait de faire à une personne des offres ou des promesses ou de lui proposer des dons, présents ou avantages quelconques afin qu'elle commette un assassinat. Il est passible de 10 ans d'emprisonnement et de 150 000 € d'amende, même lorsque celui-ci n'a été ni commis ni tenté.

### Coaction
La coaction en cas d'homicide désigne la personne qui a agi de concert, avec une intention de donner la mort, dans la commission du meurtre. Elle se distingue de la complicité en ce que le coauteur accomplit l'acte directement et personnellement. La jurisprudence a ainsi développé la notion de « scène unique de violences », qui permet d'apprécier l'infraction « dans son ensemble, sans qu’il soit nécessaire pour les juges du fond de préciser la nature des violences exercées par chacun des accusés sur chacune des victimes. ».
Cette notion permet de condamner pour meurtre une personne participant aux violences, au même titre que l'auteur principal, quand bien même elle n'a pas donné de coup mortel. Il peut alors s'agir de violences ayant contribué à affaiblir la victime, à l’empêcher de se relever, de fuir ou de recevoir de l'aide. La coaction est ainsi vivement combattue par certains avocats, qui y voient une « punition collective », impliquant une négation de la responsabilité pénale individuelle. Elle est néanmoins souvent invoquée par l'avocat général, notamment dans le cas de rixes où il est impossible d'identifier l'auteur des coups mortels parmi un groupe agissant de concert. Son application dépend de chaque cas d'espèce.

## Violences ayant entraîné la mort sans intention de la donner
L'article 222-7 du Code pénal punit l'auteur de violences ayant entraîné la mort sans intention de la donner à 15 ans de réclusion criminelle,. Dans ce cas, l'auteur des faits a eu l'intention de blesser la victime sans intention de la tuer, le résultat des violences ayant dépassé son intention première,. L'absence d'intention de tuer distingue cette infraction du meurtre. Ce cas de figure est souvent étroitement lié aux violences conjugales. Il s'agit d'un crime passible de la cour d'assises.
Pour la définition donnée par la jurisprudence, voir le récent problème juridique: « ...les dispositions des articles 222-7 à 222-16-3 du code pénal, porte-t-elle atteinte aux principes constitutionnels de respect de la présomption d'innocence, de légalité des délits et des peines, d'interprétation stricte et de prévisibilité de la loi pénale et de personnalité de la loi pénale, garantis par les articles 7, 8 et 9 de la Déclaration des droits de l'homme et du citoyen de 1789 et 34 de la Constitution ? ».
Il s’agit de l'infraction praeter-intentionnel classique, accusé essentiellement à travers le modèle de la responsabilité stricte,,: « L’idée générale qui semble l’emporter, c’est que l’agent, en pareille circonstance doit être tenu des suites qui sont dans l’ordre normal des choses, parce que, s'il ne le pas précisément voulues, il a dû au  moins prévoir qu'elles pouvaient normalement se produire ».

## Homicide involontaire
En droit pénal français, l'homicide involontaire est le fait de causer la mort de quelqu'un sans le vouloir. Ce comportement ne constitue pas un crime mais un délit car la loi prend en compte l'absence de volonté de tuer la victime. Il peut s'agir par exemple d'un accident de la route mortel. Un proche d'une victime d'homicide involontaire peut déposer plainte contre l'auteur des faits, même s'il est inconnu. Il peut aussi décider de ne pas porter plainte ». Ce dernier cas de figure vise les cas - plusieurs fois par an voire par mois - dans lesquels un parent tue un enfant en manœuvrant dans un parking, ou laisse un enfant se noyer dans une piscine gonflable. Comme toujours, le parquet peut poursuivre malgré l'absence de plainte.
L'homicide involontaire est défini par l'article 221-6, dans le cadre des atteintes involontaires à la vie : « Le fait de causer, dans les conditions et selon les distinctions prévues à l'article 121-3, par maladresse, imprudence, inattention, négligence ou manquement à une obligation de sécurité ou de prudence imposée par la loi ou le règlement, la mort d'autrui constitue un homicide involontaire ».
L'homicide involontaire n'est donc pas un crime mais un délit, passible du tribunal correctionnel et puni de trois ans d'emprisonnement et de 45 000 euros d'amende. En cas de violation manifestement délibérée d'une obligation particulière de sécurité ou de prudence imposée par la loi ou le règlement, les peines encourues sont portées à cinq ans d'emprisonnement et à 75 000 € d'amende.

### Accident de la route
Lorsqu'il est commis par un conducteur, l'homicide involontaire est puni de 5 ans d'emprisonnement et 75 000 euros d'amende.
Dans un accident mortel de la route en France, un conducteur impliqué peut être inculpé pour homicide involontaire, si :
- il est responsable de l'accident ;
- il a commis une infraction ;
- et/ou il a commis un manquement manifeste à une obligation de sécurité ou de prudence.

En cas de circonstance aggravante, le conducteur encourt une peine de 7 ans d'emprisonnement et 100 000 euros d'amende et de 10 ans d'emprisonnement et 150 000 euros d'amende si plusieurs circonstances aggravantes sont retenues.
Plusieurs cas sont des circonstances aggravantes :
- Le conducteur a commis une violation manifestement délibérée d'une obligation particulière de prudence ou de sécurité, autre que celles mentionnées ci-dessous

- Le conducteur a commis un délit de fuite
- Le conducteur était en état d'ivresse ou sous stupéfiants, ou a refusé de se soumettre aux contrôles à même d'établir cet état
- Le conducteur n'était pas titulaire du permis de conduire ou son permis était annulé, invalidé, suspendu ou retenu
- Le conducteur roulait à 50 km/h ou plus au-dessus de la vitesse maximale autorisée.

Le conducteur qui a commis un homicide involontaire encourt également des peines complémentaires.

#### Homicide routier
En 2023, après notamment la mort d'Antoine Alléno et l'accident de Pierre Palmade, le gouvernement Borne propose un changement symbolique de qualification d’« homicide involontaire » en « homicide routier » pour les accidents de la route mortel commis sous l'emprise de l'alcool ou de la drogue, les sanctions restant inchangées,. Le projet de loi est approuvé en première lecture en janvier 2024, mais la dissolution de l'Assemblée nationale en juillet le rend caduc.